# Ярамор (Моркинський район)
Ярамо́р (рос. Ярамор, марій. Изи Ярамарий) — починок у складі Моркинського району Марій Ел, Росія. Входить до складу Шалинського сільського поселення.

## Населення
Населення — 23 особи (2010; 30 у 2002).
Національний склад (станом на 2002 рік):
- лучні марійці — 100 %